# Krzysztof Szałucki
Krzysztof Marek Szałucki (ur. 23 marca 1951, zm. 15 sierpnia 2022) – polski ekonomista, prof. dr hab. nauk ekonomicznych, profesor zwyczajny Uniwersytetu Gdańskiego, pracownik Katedry Ekonomiki i Funkcjonowania Przedsiębiorstw Transportowych Wydziału Ekonomicznego Uniwersytetu Gdańskiego.

## Życiorys

### Studia
- tytuł magistra ekonomii w zakresie ekonomiki transportu lądowego ze specjalizacją: transport samochodowy – UG, Wydział Ekonomiki Transportu[3]: 14 czerwca 1974;
- stopień naukowy doktora nauk ekonomicznych – UG, Wydział Ekonomiki Transportu (promotor: doc. dr hab. Jan Majewski): 15 października 1981;
- stopień naukowy doktora habilitowanego nauk ekonomicznych – UG, Wydział Ekonomiki Transportu: 16 czerwca 1988;
- tytuł naukowy profesora nauk ekonomicznych: 20 stycznia 2000.

### Stanowiska
- zastępca kierownika Zespołu Katedr Ekonomiki Transportu Lądowego: 1984–1987;
- prodziekan Wydziału Ekonomiki Transportu UG: 1990–1993;
- prodziekan Wydziału Ekonomicznego UG:1993–1996;
- dyrektor Kolegium Ekonomicznego UG: 1993–2004;
- kierownik; Katedry Ekonomiki i Funkcjonowania Przedsiębiorstw Transportowych Wydziału Ekonomicznego UG: 1993–2016.

Badania naukowe w zakresie poznawczym ekonomiki transportu, ze szczególnym uwzględnieniem mechanizmów skutecznego i efektywnego działania przedsiębiorstw transportowych, oraz w zakresie teorii przedsiębiorstw, z położeniem nacisku na diagnozowanie procesów ekonomicznych i zachowania podmiotów gospodarczych w warunkach ekstremalnych i incydentalnych. Liczba publikacji naukowo-badawczych: ponad 515; liczba wypromowanych doktoratów: 12.
Współtwórca programów nauczania Wydziału Ekonomicznego UG specjalności: „Transport i Logistyka” oraz; „Ekonomika Transportu i Logistyka” w trybie stacjonarnych i niestacjonarnych studiów licencjackich, magisterskich i podyplomowych, oraz wyłączny twórca programów nauczania Wydziału Ekonomicznego UG specjalności: „Teoria przedsiębiorstw” w trybie stacjonarnych i niestacjonarnych studiów licencjackich, „Diagnozowanie ekonomiczne i funkcjonowanie przedsiębiorstw” w trybie stacjonarnych i niestacjonarnych studiów magisterskich oraz „Audytor przedsiębiorstw” w trybie niestacjonarnych studiów licencjackich. Wiodące przedmioty dydaktyczne to: gospodarowanie w transporcie samochodowym, nauka o przedsiębiorstwie, przedsiębiorstwa transportowe, ekonomika przedsiębiorstw transportowych, spedycja, podstawy teorii przedsiębiorstw, zarządzanie finansowe, teoria diagnozowania ekonomicznego, teoria funkcjonowania przedsiębiorstw, badania analityczne w gospodarce, zachowania organizacyjne w gospodarce, systemy diagnozowania przedsiębiorstw, systemy funkcjonowania przedsiębiorstw transportowych, biznes plan, dynamiczne techniki zarządzania.
Wieloletnie doświadczenie praktyczne związanie z: dydaktyką zawodowych przedmiotów ekonomicznych (Centrum Kształcenia Ustawicznego w Sopocie – Zespół Szkół Zawodowych: nauczyciel przedmiotów zawodowych: 1974–1980); pracą w organizowaniu i zarządzaniu w transporcie (publiczny transport zbiorowy, transport samochodowy, spedycja); doradztwem ekonomicznym i audytem wewnętrznym (samorząd terytorialny i jednostki sektora użyteczności publicznej), audytem finansowym przedsiębiorstw czy instytucji oraz pracami badawczo-studialnymi (w ośrodkach badawczych w Warszawie, Gdańsku, Gdyni). Konsultant ekonomiczny kadr kierowniczych kilkudziesięciu przedsiębiorstw i jednostek sfery finansów publicznych.
Naukowe staże i wizyty za granicą: Wyższa Szkoła Lotnictwa Cywilnego w St. Petersburgu (Rosja) – 1989 r.; Wyższa Szkoła Transportu w Dreźnie (Niemcy) – 1991 r.; Uniwersytet Londyński (The London School of Economics and Political Science) (Wielka Brytania) – 2000 r. Równocześnie związany z samorządem terytorialnym Polski od roku 1990. W tym właśnie czasie podjął współpracę z Prezydent Gdyni Franciszką Cegielską, czego efektem było współautorstwo koncepcji i praktyczne wdrożenie programu restrukturyzacji publicznego transportu zbiorowego w Gdyni oraz na terenie gmin: Sopot, Rumia, Reda, Wejherowo i Żukowo. Pełnił funkcję pełnomocnika Prezydenta Gdyni ds. komunikacji miejskiej (1990–1992), zaś w latach 1992–2004 był zastępcą dyrektora Zarządu Komunikacji Miejskiej w Gdyni. Od 1 stycznia 2005 do 22 czerwca 2021 pełnił funkcję skarbnika gminy Miasta Gdyni. Od 2021 roku związany był z Katedrą Finansów i Rachunkowości Wyższej Szkoły Administracji i Biznesu im. E. Kwiatkowskiego w Gdyni, gdzie został pomysłodawcą i mentorem utworzenia specjalności: Audyt Ekonomiczny Przedsiębiorstw i Instytucji. Członek towarzystw naukowych, m.in.: Polskiego Towarzystwa Ekonomicznego w Gdańsku, Sekcji Transportu Polskiej Akademii Nauk w Warszawie oraz Rady Naukowej Morskiego Instytutu Rybackiego w Gdyni.
Pochowany 20 sierpnia 2022 na cmentarzu Witomińskim w Gdyni (sektor 52-7-21).

## Odznaczenia
- Złoty Krzyż Zasługi (2010)[9]
- Srebrny Medal Uniwersytetu Gdańskiego „Doctrinae Sapientae Honestati” (2019)[10]
- Medal 50-lecia Uniwersytetu Gdańskiego (2021)[11]
- Medal 70-lecia Gdyni[9]
- Złota Odznaka Honorowa Polskiego Towarzystwa Ekonomicznego[9]